# Aloe modesta
Aloe modesta ist eine Pflanzenart der Gattung der Aloen in der Unterfamilie der Affodillgewächse (Asphodeloideae). Das Artepitheton modesta stammt aus dem Lateinischen, bedeutet ‚bescheiden‘ und verweist auf die geringe Größe der Pflanzen.

## Beschreibung

### Vegetative Merkmale
Aloe modesta wächst stammlos und einfach mit einer unterirdischen eiförmigen, zwiebelartigen Schwellung von 2,5 Zentimeter Länge und 2 Zentimeter Breite. Die Wurzeln sind fleischig. Die vier bis sechs linealisch-spitzen Laubblätter bilden eine Rosette. Die trüb tiefgrüne Blattspreite ist 15 bis 20 Zentimeter lang und 8 bis 9 Zentimeter breit. Die Blattunterseite ist mit zahlreichen trübgrünen, linsenförmigen Flecken besetzt. Zähne am Blattrand werden nicht ausgebildet.

### Blütenstände und Blüten
Der einfach Blütenstand erreicht eine Länge von 25 bis 30 Zentimeter. Die dichten, fast kopfigen, leicht konischen Trauben sind 3,5 bis 4 Zentimeter lang und 3 bis 3,5 Zentimeter breit. Die eiförmig spitz zulaufenden Brakteen weisen eine Länge von 10 Millimeter auf und sind 6 Millimeter breit. Die gelblich grünen Blüten stehen an 1 Millimeter langen Blütenstielen. Sie sind 13 Millimeter lang und an ihrer Basis gerundet. Auf Höhe des Fruchtknotens weisen die Blüten einen Durchmesser von 4 Millimeter auf. Darüber sind sie nicht verengt. Ihre äußeren Perigonblätter sind nicht miteinander verwachsen. Die Staubblätter und der Griffel ragen 4 Millimeter aus der Blüte heraus.

## Systematik und Verbreitung
Aloe modesta ist in den südafrikanischen Provinzen Mpumalanga und KwaZulu-Natal in Grasland auf steinigen in Höhen von 1500 bis 1800 Metern verbreitet.
Die Erstbeschreibung durch Gilbert Westacott Reynolds wurde 1956 veröffentlicht.

## Nachweise